# Marathon van Berlijn 1991
De marathon van Berlijn 1991 werd gelopen op zondag 29 september 1991. Het was de achttiende editie van deze marathon.
De Welsh Stephen Brace was het sterkst bij de mannen en finishte in 2:10.57. De Poolse Renata Kokowska zegevierde bij de vrouwen in 2:27.36. Zij won deze wedstrijd al eerder in 1988 en eindigde in 1989 en 1990 als tweede.

## Uitslagen

### Mannen
| rang   | naam                | land | tijd    |
| ------ | ------------------- | ---- | ------- |
| Goud   | Stephen Brace       | WAL  | 2:10.57 |
| Zilver | Mark Plaatjes       | USA  | 2:11.01 |
| Brons  | Slawomir Gurny      | POL  | 2:11.45 |
| 4      | Rustam Shagiev      | RUS  | 2:11.53 |
| 5      | Wieslaw Perszke     | POL  | 2:12.00 |
| 6      | Ken Martin          | USA  | 2:12.06 |
| 7      | Andrew Ronan        | IRL  | 2:12.43 |
| 8      | Bert van Vlaanderen | NED  | 2:12.47 |
| 9      | Julius Sumawe       | TAN  | 2:12.50 |
| 10     | Leszek Beblo        | POL  | 2:13.13 |
| 11     | Geoffrey Wightman   | ENG  | 2:13.17 |
| 12     | Antoni Niemczak     | POL  | 2:13.44 |
| 13     | Rodrigo Gavela      | ESP  | 2:13.59 |
| 14     | Dariusz Kaczmarski  | POL  | 2:14.15 |
| 15     | Mats Erixon         | SWE  | 2:14.51 |

### Vrouwen
| rang   | naam                   | land | tijd    |
| ------ | ---------------------- | ---- | ------- |
| Goud   | Renata Kokowska        | POL  | 2:27.36 |
| Zilver | Kim Jones              | USA  | 2:27.50 |
| Brons  | Tuija Toivonen         | FIN  | 2:28.49 |
| 4      | Yekaterina Khramenkova | BLR  | 2:31.14 |
| 5      | Janeth Mayal           | BRA  | 2:31.27 |
| 6      | Lyubov Klochko         | UKR  | 2:31.44 |
| 7      | Birgit Jerschabek      | GER  | 2:33.08 |
| 8      | Birgit Bringslid       | SWE  | 2:34.49 |
| 9      | Irina Petrova          | RUS  | 2:35.01 |
| 10     | Christine Kennedy      | IRL  | 2:35.05 |
| 11     | Sissel Grottenberg     | NOR  | 2:35.38 |
| 12     | Emma Scaunich          | ITA  | 2:36.13 |
| 13     | Tatyana Titova         | RUS  | 2:37.13 |
| 14     | Petra Liebertz         | GER  | 2:37.31 |
| 15     | Marianne Fløymo        | NOR  | 2:38.17 |

1974 ·
1975 ·
1976 ·
1977 ·
1978 ·
1979 ·
1980 ·
1981 ·
1982 ·
1983 ·
1984 ·
1985 ·
1986 ·
1987 ·
1988 ·
1989 ·
1990 ·
1991 ·
1992 ·
1993 ·
1994 ·
1995 ·
1996 ·
1997 ·
1998 ·
1999 ·
2000 ·
2001 ·
2002 ·
2003 ·
2004 ·
2005 ·
2006 ·
2007 ·
2008 ·
2009 ·
2010 ·
2011 ·
2012 ·
2013 ·
2014 ·
2015 ·
2016 ·
2017 ·
2018